# Izzy Stradlin & The Ju Ju Hounds
Izzy Stradlin & The Ju Ju Hounds es el disco debut del ex- guitarrista rítmico de Guns N' Roses Izzy Stradlin.

## Historia
El álbum consta de canciones que Stradlin escribíó en Indiana,tras abandonar Guns N' Roses.
Izzy convocó a su amigo, el bajista Jimmy Ashhrust (Broken Homes), el cual consiguió como baterista a Charlie Quintana (Cruzados, Bob Dylan).
La banda fue completada por el guitarrista Rick Richards, de Georgia Satélites.
Rápidamente fueron a grabar el álbum, tras el cual llevaron a cabo una gira mundial durante 1992 y 1993, tocando solamente en pequeños clubes.

## Canciones del álbum
1. Somebody Knockin (3:27)
2. Pressure Drop (2:42)
3. Time Gone By (3:47)
4. Shuffle it All (6:20)
5. Bucket O'Trouble (2:10)
6. Train Tracks (4:27)
7. How Will It Go (3:52)
8. Cuttin' the Rug (5:02)
9. Take a Look at That Guy (Ronnie Wood)(4:45)
10. Come on Now Inside (6:58)
11. Morning Tea (pista adicional)

## Personal
- Izzy Stradlin - Voz, guitarra rítmica
- Rick Richards - Guitarra solista
- Jimmy Ashhurst - Bajo
- Charlie "Chalo" Quintana - Batería

## Colaboraciones destacadas
- Ian McLagan - teclados
- Ronnie Wood - voz y guitarra en "Take a look at the guy"

- Datos: Q5923771